# Ralswiek
Ralswiek település Németországban, Mecklenburg-Elő-Pomeránia tartományban. Lakosainak száma 255 fő (2023. december 31.). Ralswiek Buschvitz, Rappin és Patzig községekkel határos.

## Népesség
A település népességének változása:
| Lakosok száma | 240  | 245  | 253  | 255  | 255  |
|               | 2017 | 2019 | 2021 | 2022 | 2023 |